# Sdružení obcí Sušicka
Sdružení obcí Sušicka z.s.p.o. je zájmové sdružení právnických osob v okresu Klatovy a okresu Prachatice, jeho sídlem je Sušice a jeho cílem je rozvoj cestovního ruchu, dopravy, přeshraniční spolupráce, regionálního rozvoje, sociální infrastruktury, vodního hospodářství a rozvoj životního prostředí a přírody. Sdružuje celkem 28 obcí a byl založen v roce 2000.

## Obce sdružené v mikroregionu
- Dlouhá Ves
- Kašperské Hory
- Srní
- Stachy
- Běšiny
- Hartmanice
- Hlavňovice
- Hrádek
- Chlistov
- Kolinec
- Mochtín
- Mokrosuky
- Petrovice u Sušice
- Týnec
- Velhartice
- Vrhaveč
- Budětice
- Bukovník
- Dobršín
- Domoraz
- Dražovice
- Nezamyslice
- Nezdice na Šumavě
- Soběšice
- Strašín
- Sušice
- Čímice
- Frymburk